# 布拉德福德·雷托
布拉德福德·雷托（英語：Bradford Lyttle；1927年11月20日—），是美國芝加哥一名和平主義者和和平活動家，也是非暴力行動委員會的組織者，曾在1965年於紐約自由大學發表演說《非暴力抵抗》（'Non-Violent resistance'）。
雷托也是美國總統選舉中代表美國和平主義黨的常年候選人，在1984年、1996年和2000年三度以手寫候選人參選，以及在2008年列入科羅拉多州的選票中。該次選舉他在列入科羅拉多州選票的16名候選人中排名第15，僅得到110票勝過禁酒黨候選人簡·艾蒙德森。
2016年，雷托再次代表美國和平主義黨參選總統；而他的競選搭檔為漢娜·沃爾什（Hannah Walsh），最後他獲得382票。